# Natalus tumidirostris
Natalus tumidirostris är en fladdermusart som beskrevs av Miller 1900. Natalus tumidirostris ingår i släktet Natalus och familjen trattöronfladdermöss. IUCN kategoriserar arten globalt som livskraftig. Inga underarter finns listade i Catalogue of Life. Wilson & Reeder (2005) skiljer mellan tre underarter.

## Utseende
Arten når en kroppslängd (huvud och bål) av 35 till 45mm och den har cirka 38mm långa underarmar. Svansen är med en längd av 43 till 60mm längre än huvud och bål tillsammans. Honor är med en vikt av 4,5 till 8,9g något tyngre än hannar. De senare väger 4,3 till 8,6g. På ovansidan förekommer allmänt längre päls än på undersidan och den har en rödbrun färg. Undersidans päls är lite ljusare. Huvudet kännetecknas, liksom hos andra familjemedlemmar, av trattformiga öron som är 13 till 16mm långa. Ögonen är små och läpparna tjock. En hudflik på näsan (bladet) saknas. På överläppen förekommer ett tjockare skägg och hos hannar finns en knölig körtel på pannan som troligen är ett känselsinne.

## Utbredning
Denna fladdermus förekommer i norra Sydamerika från östra Colombia till regionen Guyana. Den lever även på Trinidad och Tobago samt på några mindre öar i regionen. Arten vistas i låglandet och i låga bergstrakter upp till 1000 meter över havet. Habitatet varierar mellan torra lövfällande skogar och regnskogar. Arten besöker även fruktträdodlingar.

## Ekologi
Individerna vilar i grottornas mörka delar och de bildar där stora kolonier som kan ha några tusen medlemmar. Däremot håller kolonins medlemmar alltid lite avstånd från varandra. Ibland förekommer blandade kolonier med Carollia perspicillata som tillhör familjen bladnäsor. När Natalus tumidirostris jagar flyger den tätt över marken och fångar insekter med den del av flygmembranen som ligger mellan bakbenen.
Bytet upptäcks främst med hjälp av ekolokalisering och i viss mån med hörseln. Natalus tumidirostris blir aktiv under senare skymningen och den uppsöker viloplatsen när gryningen börjar. Arten äter främst mjuka insekter direkt efter fångsten. Den behöver varje dag föda och kan inte svälta mer än 20 timmar.
Efter parningen bildar hannar och honor från varandra skilda kolonier. Honor är ungefär tre månader dräktiga, oftast mellan februari och april. Ungarna stannar i gömstället när honorna söker efter föda.